# Congham
Congham is een civil parish in het bestuurlijke gebied King's Lynn en West Norfolk, in het Engelse graafschap Norfolk met 241 inwoners.